# Thomasomys burneoi
Thomasomys burneoi és una espècie de mamífer rosegador de la família dels cricètids. És endèmic dels vessants orientals dels Andes equatorians, on viu a altituds d'entre 3.400 i 3.900 msnm. El seu hàbitat natural són els boscos montans perennifolis. Té una llargada de cap a gropa de 128-184 mm, la cua de 137-249 mm i un pes de 105-160 g. Fou anomenat en honor del professor Santiago F. Burneo. Com que fou descoberta fa poc, l'estat de conservació d'aquesta espècie encara no ha estat avaluat formalment.